# Клепач, Алексей Иванович
Алексе́й Ива́нович Клепач (1924, село Лофицкое, Воронежская губерния — 10.10.1944, полуостров Рыбачий, Кольский район, Мурманская область, РСФСР, СССР (ныне Печенгский район, Россия)) — участник Великой Отечественной войны, автоматчик 3-го стрелкового батальона, 12-й бригады морской пехоты, Северного оборонительного района, Северного флота, краснофлотец. Закрыл своим телом амбразуру пулемёта.

## Биография
Родился в 1924 году близ Богучара, в крестьянской семье. По-видимому в раннем возрасте, вместе с семьёй переехал в Архангельск. Окончил школу № 34 Архангельска, затем был рабочим на железной дороге.
В 1942 году Исакогорским РВК призван в РККА, в сентябре 1942 года попал в состав 12-й бригады морской пехоты, которая дислоцировалась на полуострове Рыбачий. Участвовал во всех операциях, которые проводил батальон, обеспечивал подвоз боеприпасов, десантных операциях. В сентябре 1944 года, перед началом наступления, 21 раз выходил в разведку и на расчистку проходов в минных полях.
В ходе Петсамо-Киркенесской операции бригада штурмовала укреплённую полосу в горловине полуострова, на горном хребте Мууста-Тунтури. 10 октября 1944 года батальон бригады вёл бой за высоту 260. В ходе штурма краснофлотец Клепач первым ворвался во вражеские траншеи, забросал гранатами две огневые точки и уничтожил четырёх солдат противника. В это время открыл фланговый огонь пулемёт из хорошо замаскированного дзота. Краснофлотец Клепач, вооружившись гранатами и прижимаясь к скалам, сумел подобраться к огневой точке на 10-15 метров, но дальнейшее продвижение незамеченным было невозможным. Тогда Алексей Клепач выскочил из-за укрытия прямо перед пулемётом, метнул в него гранату, сам был тяжело ранен пулемётным огнём. После разрыва гранаты дзот оказался невредим, и тяжело раненый краснофлотец смог подобраться к пулемёту и закрыл телом амбразуру.
Был похоронен на полуострове Рыбачий, в посёлке Большое Озерко. Был представлен к награждению орденом Отечественной войны 1-й степени, но был посмертно награждён орденом Отечественной войны 2-й степени.
Краснофлотец А. И. Клепач приказом командующего Северным флотом от 7 апреля 1945 года навечно зачислен в списки 12-й бригады морской пехоты. К сожалению, этот приказ юридической силы не имеет. Зачисление навечно может производиться только по приказу Министра (наркома) обороны, Министра (наркома) ВМФ или Министра МВД (наркома НКВД). Поэтому на данный момент краснофлотец Клепач среди зачисленных навечно в списки части не значится...
В Исакогорке (Исакогорский округ г. Архангельска) именем героя названа улица и установлена мемориальная доска. Школа №34 в Исакогорке (Исакогорский округ г. Архангельска) в 2020 году названа именем героя.

## Интересный факт
При штурме хребта Мустатунтури 10 октября трое воинов закрыли телом амбразуру вражеского дзота: Алексей Клепач, Леонид Мустейкис и Александр Данильченко.